# Athlétisme aux Jeux méditerranéens de 1991
Navigation
Les épreuves d'athlétisme des Jeux méditerranéens de 1991 se déroulent au sein du Stade olympique à Athènes en 1991.

## Résultats

### Hommes
| Épreuve             | Or                                                             | Or                 | Argent                                                                    | Argent       | Bronze                                                                | Bronze       |
| ------------------- | -------------------------------------------------------------- | ------------------ | ------------------------------------------------------------------------- | ------------ | --------------------------------------------------------------------- | ------------ |
| 100 m               | Ezio Madonia Italie                                            | 10 s 27            | Yiánnis Zisimídis Chypre                                                  | 10.41        | Cengiz Kavaklıoğlu Turquie                                            | 10.44        |
| 200 m               | Stefano Tilli Italie                                           | 20 s 73            | Miguel Ángel Gómez Espagne                                                | 20.76        | Sandro Floris Italie                                                  | 20.96        |
| 400 m               | Olivier Noirot France                                          | 45 s 41            | Fabio Grossi Italie                                                       | 45.93        | Abdelali Kasbane Maroc                                                | 45.9         |
| 800 m               | Luis Javier González Espagne                                   | 1 min 47 s 62      | Tonino Viali Italie                                                       | 1:47.84      | Réda Abdenouz Algérie                                                 | 1:47.86      |
| 1500 m              | Gennaro Di Napoli Italie                                       | 3 min 42 s 80      | Rachid El Basir Maroc                                                     | 3:43.06      | Zeki Öztürk Turquie                                                   | 3:43.22      |
| 5000 m              | Brahim Boutayeb Maroc                                          | 13 min 29 s 64 GR  | Khalid Skah Maroc                                                         | 13:30.00     | Antonio Martins France                                                | 13:38.08     |
| 10,000 m            | Hammou Boutayeb Maroc                                          | 28 min 24 s 19 GR  | Francesco Bennici Italie                                                  | 28:38.19     | Khalid Boulami Maroc                                                  | 28:52.84     |
| 110 m haies         | Carlos Sala Espagne                                            | 13 s 56 GR         | Dan Philibert France                                                      | 13.64        | Fausto Frigerio Italie                                                | 13.72        |
| 400 m haies         | Stéphane Caristan France                                       | 49 s 27 GR         | Fabrizio Mori Italie                                                      | 49.85        | Mauro Maurizi Italie                                                  | 50.05        |
| 3000 m steeple      | Alessandro Lambruschini Italie                                 | 8 min 21 s 58      | Abdelaziz Sahere Maroc                                                    | 8:22.95      | Azzedine Brahmi Algérie                                               | 8:24.15      |
| 4×100 m             | Italie Mario Longo Carlo Simionato Sandro Floris Ezio Madonia  | 39 s 12            | Espagne Juan Trapero Enrique Talavera Miguel Ángel Gómez Luis Turón       | 39 s 18      | France Antoine Richard Éric Perrot Olivier Théophile Pascal Théophile | 39 s 39      |
| 4×400 m             | Italie Marco Vaccari Alessandro Aimar Fabio Grossi Andrea Nuti | 3 min 3 s 20 GR    | Yougoslavie Dejan Jovković Nenad Djurović Ismail Mačev Slobodan Branković | 3 min 3 s 74 | Maroc Abdelail Kasbane Ali Dahane Bouchaib Belkaid Benyounès Lahlou   | 3 min 3 s 75 |
| Marathon            | Salah Qoqaiche Maroc                                           | 2 h 20 min 26 s    | Gianluigi Curreli Italie                                                  | 2:20:54      | Christos Sotiropoulos Grèce                                           | 2:24:54      |
| 20 km marche        | Maurizio Damilano Italie                                       | 1 h 22 min 48 s GR | Daniel Plaza Espagne                                                      | 1:23:51      | Olegario Regidor Espagne                                              | 1:26:45      |
| Hauteur             | Othmane Belfaa Algérie                                         | 2,28 m GR          | Luca Toso Italie                                                          | 2,26 m       | Fabrizio Borellini Italie                                             | 2.26 m       |
| Perche              | Philippe d'Encausse France                                     | 5,60 m GR          | Jean-Marc Tailhardat France                                               | 5.60 m       | Marco Andreini Italie                                                 | 5.50 m       |
| Longueur            | Konstadínos Koukodímos Grèce                                   | 8,26 m GR          | Fausto Frigerio Italie                                                    | 8.15 m (w)   | Giovanni Evangelisti Italie                                           | 7.89 m       |
| Triple saut         | Marios Hadjiandreou Chypre                                     | 17,13 m GR         | Alex Norca France                                                         | 16.74 m      | Lotfi Khaïda Algérie                                                  | 16.64 m      |
| Poids               | Alessandro Andrei Italie                                       | 19,38 m            | Luciano Zerbini Italie                                                    | 19.25 m      | Luc Viudès France                                                     | 19.05 m      |
| Disque              | Luciano Zerbini Italie                                         | 60,10 m            | Marco Martino Italie                                                      | 59.82 m      | David Martinez Espagne                                                | 59.16 m      |
| Marteau             | Raphaël Piolanti France                                        | 75,10 m GR         | Enrico Sgrulletti Italie                                                  | 74.78 m      | Savvas Saritzoglou Grèce                                              | 70.06 m      |
| Javelot (new model) | Julián Sotelo Espagne                                          | 76,04 m GR         | Charlus Bertimon France                                                   | 73.10 m      | Fabio De Gaspari Italie                                               | 72.52 m      |
| Décathlon           | Saša Karan Yougoslavie                                         | 7 771 pts GR       | Alper Kasapoğlu Turquie                                                   | 7650 pts     | Efthimios Andreoglou Grèce                                            | 7513 pts     |

### Dames
| Event                         | Or                                                                          | Or          | Argent                                                                     | Argent                          | Bronze                                                                 | Bronze                          |
| ----------------------------- | --------------------------------------------------------------------------- | ----------- | -------------------------------------------------------------------------- | ------------------------------- | ---------------------------------------------------------------------- | ------------------------------- |
| 100 m                         | Paraskevi Patoulidou Grèce                                                  | 11.48       | Maguy Nestoret France                                                      | 11.50                           | Magali Simioneck France                                                | 11.53                           |
| 200 m                         | Marisa Masullo Italie                                                       | 23.21 GR    | Fabienne Ficher France                                                     | 23.40                           | Valérie Jean-Charles France                                            | 23.52                           |
| 400 m                         | Julia Merino Espagne                                                        | 51.88 GR    | Véronique Poulain France                                                   | 52.85                           | Francine Landre France                                                 | 53.43                           |
| 800 m                         | Hassiba Boulmerka Algérie                                                   | 2:01.27     | Frédérique Quentin France                                                  | 2:01.51                         | Nadia Falvo Italie                                                     | 2:02.58                         |
| 1500 m                        | Hassiba Boulmerka Algérie                                                   | 4:08.17     | Irini Theodoridou Grèce                                                    | 4:10.30                         | Gabriella Dorio Italie                                                 | 4:10.63                         |
| 3000 m                        | Roberta Brunet Italie                                                       | 8:45.68 GR  | Nadia Dandolo Italie                                                       | 8:46.94                         | Amina Maanaoui Maroc                                                   | 9:22.94                         |
| 100 m haies                   | Anne Piquereau France                                                       | 12.88 GR    | Paraskevi Patoulidou Grèce                                                 | 12.96                           | María José Mardomingo Espagne                                          | 13.34                           |
| 400 m haies                   | Nezha Bidouane Maroc                                                        | 55.13 GR    | Irmgard Trojer Italie                                                      | 55.42                           | Nadia Zétouani Maroc                                                   | 57.57                           |
| 4×100 m                       | France Magali Simioneck Maguy Nestoret Fabienne Ficher Valérie Jean-Charles | 43.66       | Italie Marisa Masullo Donatella Dal Bianco Daniela Ferrian Rossella Tarolo | 43.67                           | Grèce Kanelidou Ekaterini Koffa Marina Vasarmidou Paraskevi Patoulidou | 44.77                           |
| 4×400 m                       | France Elsa Devassoigne Véronique Poulain Francine Landre Fabienne Ficher   | 3:31.00 GR  | Italie Roberta Rabaioli Johanna Zuddas Barbara Martinelli Cosetta Campana  | 3:33.68                         | Espagne Idola Granda Gregoria Ferrer Amaia Andres Esther Lahoz         | 3:34.21                         |
| Saut en hauteur               | Isabelle Chevallier France                                                  | 1.90 m      | Niki Gavera Grèce                                                          | 1.87 m                          | Niki Bakoyianni Grèce                                                  | 1.87 m                          |
| Saut en longueur              | Tamara Malešev Yougoslavie                                                  | 6.60 m GR   | Valentina Uccheddu Italie                                                  | 6.52 m                          | Isabel López Espagne                                                   | 6.14 m                          |
| Poids                         | Margarita Ramos Espagne                                                     | 17.71 m     | Agnese Maffeis Italie                                                      | 17.46 m                         | Mara Rosolen Italie                                                    | 15.95 m                         |
| Disque                        | Agnese Maffeis Italie                                                       | 59.46 m GR  | Isabelle Devaluez France                                                   | 56.14 m                         | Agnès Teppe France                                                     | 55.80 m                         |
| Javelot (old model)           | Anna Verouli Grèce                                                          | 60.34 m     | Nadine Auzeil France                                                       | 54.82 m                         | Aysel Taş Turquie                                                      | 54.34 m                         |
| Heptathlon (exhibition event) | Yasmina Azzizi Algérie                                                      | 6114 pts GR | Non officiel, une seule athlète                                            | Non officiel, une seule athlète | Non officiel, une seule athlète                                        | Non officiel, une seule athlète |